# Rally de Ypres de 2021
El Rally de Ypres de 2021, oficialmente 56. Renties Ypres Rally Belgium, fue la octava ronda de la temporada 2021 del Campeonato Mundial de Rally. Se celebró del 13 al 15 de agosto y contó con un itinerario de veinte tramos sobre asfalto que sumarón un total de 295.78 km cronometrados. Fue también la octava ronda de los campeonatos WRC2 y WRC 3 y la cuarta del JWRC.
Esta edición de la prueba fue la primera dentró del Campeonato Mundial de Rally gracias a la cancelación del Rally de Gran Bretaña por motivos económicos y después de que la edición 2020 fuera cancelada debido a la Pandemia de COVID-19. Además con la realización de esta prueba, Bélgica se convirtió en el 35.º país en albergar una prueba del WRC.

## Lista de inscritos
| \| Num. \| Piloto \| Copiloto \| Automóvil \| Equipo \| Neumático \| \| --------------------------- \| ------------------------- \| ------------------------ \| ---------------------- \| -------------------------------- \| --------- \| \| 1 \| Sébastien Ogier \| Julien Ingrassia \| Toyota Yaris WRC \| Toyota Gazoo Racing WRT \| P \| \| 7 \| Pierre-Louis Loubet \| Florian Haut-Labourdette \| Hyundai i20 Coupe WRC \| Hyundai 2C Competition \| P \| \| 8 \| Ott Tänak \| Martin Järveoja \| Hyundai i20 Coupe WRC \| Hyundai Shell Mobis WRT \| P \| \| 11 \| Thierry Neuville \| Martijn Wydaeghe \| Hyundai i20 Coupe WRC \| Hyundai Shell Mobis WRT \| P \| \| 16 \| Adrien Fourmaux \| Renaud Jamoul \| Ford Fiesta WRC \| M-Sport Ford WRT \| P \| \| 18 \| Takamoto Katsuta \| Keaton Williams \| Toyota Yaris WRC \| Toyota Gazoo Racing WRT \| P \| \| 33 \| Elfyn Evans \| Scott Martin \| Toyota Yaris WRC \| Toyota Gazoo Racing WRT \| P \| \| 42 \| Craig Breen \| Paul Nagle \| Hyundai i20 Coupe WRC \| Hyundai Shell Mobis WRT \| P \| \| 44 \| Gus Greensmith \| Chris Patterson \| Ford Fiesta WRC \| M-Sport Ford WRT \| P \| \| 69 \| Kalle Rovanperä \| Jonne Halttunen \| Toyota Yaris WRC \| Toyota Gazoo Racing WRT \| P \| \| 20 \| Teemu Suninen \| Mikko Markkula \| Ford Fiesta Rally2 \| M-Sport Ford WRT \| P \| \| 21 \| Jari Huttunen \| Mikko Lukka \| Hyundai i20 N Rally2 \| Hyundai Motorsport N \| P \| \| 22 \| Nikolay Gryazin \| Konstantin Aleksandrov \| Volkswagen Polo GTI R5 \| Movisport SRL \| P \| \| 23 \| Tom Kristensson \| David Arhusiander \| Ford Fiesta Rally2 \| M-Sport Ford WRT \| P \| \| 24 \| Oliver Solberg \| Aaron Johnston \| Hyundai i20 N Rally2 \| Hyundai Motorsport N \| P \| \| 25 \| Yohan Rossel \| Alexandre Coria \| Citroën C3 Rally2 \| Yohan Rossel \| P \| \| 26 \| Pepe López \| Borja Odriozola \| Škoda Fabia Rally2 Evo \| Pepe López \| P \| \| 27 \| Cédric De Cecco \| Jérôme Humblet \| Škoda Fabia Rally2 Evo \| Cédric De Cecco \| P \| \| 28 \| Josh McErlean \| James Fulton \| Hyundai i20 R5 \| Josh McErlean \| P \| \| 29 \| Davy Vanneste \| Kris D'alleine \| Citroën C3 Rally2 \| Davy Vanneste \| P \| \| 30 \| Sébastien Bedoret \| François Gilbert \| Škoda Fabia Rally2 Evo \| Sébastien Bedoret \| P \| \| 31 \| Pieter Tsjoen \| Eddy Chevaillier \| Volkswagen Polo GTI R5 \| Pieter Tsjoen \| P \| \| 32 \| Ghislain de Mevius \| Johan Jalet \| Škoda Fabia Rally2 Evo \| Ghislain de Mevius \| P \| \| 34 \| Adrian Fernémont \| Samuel Maillen \| Škoda Fabia Rally2 Evo \| Adrian Fernémont \| P \| \| 35 \| Kris Princen \| Peter Kaspers \| Citroën C3 Rally2 \| Kris Princen \| P \| \| 36 \| Grégoire Munster \| Louis Louka \| Hyundai i20 R5 \| Grégoire Munster \| P \| \| 37 \| Vincent Verschueren \| Filip Cuvelier \| Volkswagen Polo GTI R5 \| Vincent Verschueren \| P \| \| 38 \| Bernd Casier \| Pieter Vyncke \| Ford Fiesta Rally2 \| Bernd Casier \| P \| \| 39 \| Pieter Jan Michiel Cracco \| Jasper Vermeulen \| Škoda Fabia Rally2 Evo \| Pieter Jan Michiel Cracco \| P \| \| 40 \| Maxime Potty \| Loïc Dumont \| Ford Fiesta Rally2 \| Maxime Potty \| P \| \| 41 \| Filip Pyck \| Peter Dehouck \| Škoda Fabia R5 \| Filip Pyck \| P \| \| 43 \| Harry Bouillon \| Gregory Antoine \| Škoda Fabia R5 \| Harry Bouillon \| P \| \| 45 \| Kevin Hommes \| Marco Hommes \| Škoda Fabia R5 \| Kevin Hommes \| P \| \| 46 \| Kurt Dujardyn \| Jeannick Breyne \| Škoda Fabia R5 \| Kurt Dujardyn \| P \| \| 54 \| Sami Pajari \| Marko Salminen \| Ford Fiesta Rally4 \| Porvoon Autopalvelu \| P \| \| 55 \| Mārtiņš Sesks \| Renars Francis \| Ford Fiesta Rally4 \| LMT Autosporta Akadēmija \| P \| \| 56 \| Jon Armstrong \| Phil Hall \| Ford Fiesta Rally4 \| Codemasters DiRT Rally Team \| P \| \| 57 \| Lauri Joona \| Mikael Korhonen \| Ford Fiesta Rally4 \| Team Flying Finn \| P \| \| 58 \| William Creighton \| Liam Regan \| Ford Fiesta Rally4 \| Motorsport Ireland Rally Academy \| P \| \| 59 \| Robert Virves \| Aleks Lesk \| Ford Fiesta Rally4 \| Autosport Team Estonia \| P \| \| Fuente: ewrc-results.com[5] \| \| \| \| \| \| |                           |                          |                        |                                  |           |
| Num. | Piloto                    | Copiloto                 | Automóvil              | Equipo                           | Neumático |
| 1 | Sébastien Ogier           | Julien Ingrassia         | Toyota Yaris WRC       | Toyota Gazoo Racing WRT          | P         |
| 7 | Pierre-Louis Loubet       | Florian Haut-Labourdette | Hyundai i20 Coupe WRC  | Hyundai 2C Competition           | P         |
| 8 | Ott Tänak                 | Martin Järveoja          | Hyundai i20 Coupe WRC  | Hyundai Shell Mobis WRT          | P         |
| 11 | Thierry Neuville          | Martijn Wydaeghe         | Hyundai i20 Coupe WRC  | Hyundai Shell Mobis WRT          | P         |
| 16 | Adrien Fourmaux           | Renaud Jamoul            | Ford Fiesta WRC        | M-Sport Ford WRT                 | P         |
| 18 | Takamoto Katsuta          | Keaton Williams          | Toyota Yaris WRC       | Toyota Gazoo Racing WRT          | P         |
| 33 | Elfyn Evans               | Scott Martin             | Toyota Yaris WRC       | Toyota Gazoo Racing WRT          | P         |
| 42 | Craig Breen               | Paul Nagle               | Hyundai i20 Coupe WRC  | Hyundai Shell Mobis WRT          | P         |
| 44 | Gus Greensmith            | Chris Patterson          | Ford Fiesta WRC        | M-Sport Ford WRT                 | P         |
| 69 | Kalle Rovanperä           | Jonne Halttunen          | Toyota Yaris WRC       | Toyota Gazoo Racing WRT          | P         |
| 20 | Teemu Suninen             | Mikko Markkula           | Ford Fiesta Rally2     | M-Sport Ford WRT                 | P         |
| 21 | Jari Huttunen             | Mikko Lukka              | Hyundai i20 N Rally2   | Hyundai Motorsport N             | P         |
| 22 | Nikolay Gryazin           | Konstantin Aleksandrov   | Volkswagen Polo GTI R5 | Movisport SRL                    | P         |
| 23 | Tom Kristensson           | David Arhusiander        | Ford Fiesta Rally2     | M-Sport Ford WRT                 | P         |
| 24 | Oliver Solberg            | Aaron Johnston           | Hyundai i20 N Rally2   | Hyundai Motorsport N             | P         |
| 25 | Yohan Rossel              | Alexandre Coria          | Citroën C3 Rally2      | Yohan Rossel                     | P         |
| 26 | Pepe López                | Borja Odriozola          | Škoda Fabia Rally2 Evo | Pepe López                       | P         |
| 27 | Cédric De Cecco           | Jérôme Humblet           | Škoda Fabia Rally2 Evo | Cédric De Cecco                  | P         |
| 28 | Josh McErlean             | James Fulton             | Hyundai i20 R5         | Josh McErlean                    | P         |
| 29 | Davy Vanneste             | Kris D'alleine           | Citroën C3 Rally2      | Davy Vanneste                    | P         |
| 30 | Sébastien Bedoret         | François Gilbert         | Škoda Fabia Rally2 Evo | Sébastien Bedoret                | P         |
| 31 | Pieter Tsjoen             | Eddy Chevaillier         | Volkswagen Polo GTI R5 | Pieter Tsjoen                    | P         |
| 32 | Ghislain de Mevius        | Johan Jalet              | Škoda Fabia Rally2 Evo | Ghislain de Mevius               | P         |
| 34 | Adrian Fernémont          | Samuel Maillen           | Škoda Fabia Rally2 Evo | Adrian Fernémont                 | P         |
| 35 | Kris Princen              | Peter Kaspers            | Citroën C3 Rally2      | Kris Princen                     | P         |
| 36 | Grégoire Munster          | Louis Louka              | Hyundai i20 R5         | Grégoire Munster                 | P         |
| 37 | Vincent Verschueren       | Filip Cuvelier           | Volkswagen Polo GTI R5 | Vincent Verschueren              | P         |
| 38 | Bernd Casier              | Pieter Vyncke            | Ford Fiesta Rally2     | Bernd Casier                     | P         |
| 39 | Pieter Jan Michiel Cracco | Jasper Vermeulen         | Škoda Fabia Rally2 Evo | Pieter Jan Michiel Cracco        | P         |
| 40 | Maxime Potty              | Loïc Dumont              | Ford Fiesta Rally2     | Maxime Potty                     | P         |
| 41 | Filip Pyck                | Peter Dehouck            | Škoda Fabia R5         | Filip Pyck                       | P         |
| 43 | Harry Bouillon            | Gregory Antoine          | Škoda Fabia R5         | Harry Bouillon                   | P         |
| 45 | Kevin Hommes              | Marco Hommes             | Škoda Fabia R5         | Kevin Hommes                     | P         |
| 46 | Kurt Dujardyn             | Jeannick Breyne          | Škoda Fabia R5         | Kurt Dujardyn                    | P         |
| 54 | Sami Pajari               | Marko Salminen           | Ford Fiesta Rally4     | Porvoon Autopalvelu              | P         |
| 55 | Mārtiņš Sesks             | Renars Francis           | Ford Fiesta Rally4     | LMT Autosporta Akadēmija         | P         |
| 56 | Jon Armstrong             | Phil Hall                | Ford Fiesta Rally4     | Codemasters DiRT Rally Team      | P         |
| 57 | Lauri Joona               | Mikael Korhonen          | Ford Fiesta Rally4     | Team Flying Finn                 | P         |
| 58 | William Creighton         | Liam Regan               | Ford Fiesta Rally4     | Motorsport Ireland Rally Academy | P         |
| 59 | Robert Virves             | Aleks Lesk               | Ford Fiesta Rally4     | Autosport Team Estonia           | P         |
| Fuente: ewrc-results.com |                           |                          |                        |                                  |           |

## Itinerario
| Día                      | Tramo | Nombre                        | Distancia | Ganador de la etapa | Automóvil             | Tiempo          | Líder de la general |
| ------------------------ | ----- | ----------------------------- | --------- | ------------------- | --------------------- | --------------- | ------------------- |
| Día 1 (13 de agosto)     | -     | Langemark (Shakedown)         | 9.81 km   | Thierry Neuville    | Hyundai i20 Coupe WRC | 4:22.5          | -                   |
| Día 1 (13 de agosto)     | SS1   | Reninge - Vleteren 1          | 15.00 km  | Ott Tänak           | Hyundai i20 Coupe WRC | 7:49.1          | Ott Tänak           |
| Día 1 (13 de agosto)     | SS2   | Westouter - Boeschepe 1       | 19.60 km  | Craig Breen         | Hyundai i20 Coupe WRC | 10:35.3         | Craig Breen         |
| Día 1 (13 de agosto)     | SS3   | Kemmelberg 1                  | 23.62 km  | Craig Breen         | Hyundai i20 Coupe WRC | 11:39.7         | Craig Breen         |
| Día 1 (13 de agosto)     | SS4   | Zonnebeke 1                   | 9.45 km   | Thierry Neuville    | Hyundai i20 Coupe WRC | 4:34.0          | Thierry Neuville    |
| Día 1 (13 de agosto)     | SS5   | Reninge - Vleteren 2          | 15.00 km  | Thierry Neuville    | Hyundai i20 Coupe WRC | 7:49.0          | Thierry Neuville    |
| Día 1 (13 de agosto)     | SS6   | Westouter - Boeschepe 2       | 19.60 km  | Thierry Neuville    | Hyundai i20 Coupe WRC | 10:27.0         | Thierry Neuville    |
| Día 1 (13 de agosto)     | SS7   | Kemmelberg 2                  | 23.62 km  | Thierry Neuville    | Hyundai i20 Coupe WRC | 11:28.8         | Thierry Neuville    |
| Día 1 (13 de agosto)     | SS8   | Zonnebeke 2                   | 9.45 km   | Tramo cancelado     | Tramo cancelado       | Tramo cancelado | Thierry Neuville    |
| Día 2 (14 de agosto)     | SS9   | Hollebeke 1                   | 25.86 km  | Craig Breen         | Hyundai i20 Coupe WRC | 13:30.7         | Thierry Neuville    |
| Día 2 (14 de agosto)     | SS10  | Dikkebus 1                    | 12.49 km  | Craig Breen         | Hyundai i20 Coupe WRC | 6:23.9          | Thierry Neuville    |
| Día 2 (14 de agosto)     | SS11  | Watou 1                       | 13.62 km  | Elfyn Evans         | Toyota Yaris WRC      | 6:42.0          | Thierry Neuville    |
| Día 2 (14 de agosto)     | SS12  | Mesen - Middelhoek 1          | 7.99 km   | Thierry Neuville    | Hyundai i20 Coupe WRC | 4:23.8          | Thierry Neuville    |
| Día 2 (14 de agosto)     | SS13  | Hollebeke 2                   | 25.86 km  | Sébastien Ogier     | Toyota Yaris WRC      | 13:23.7         | Thierry Neuville    |
| Día 2 (14 de agosto)     | SS14  | Dikkebus 2                    | 12.49 km  | Thierry Neuville    | Hyundai i20 Coupe WRC | 6:19.1          | Thierry Neuville    |
| Día 2 (14 de agosto)     | SS15  | Watou 2                       | 13.62 km  | Sébastien Ogier     | Toyota Yaris WRC      | 6:37.1          | Thierry Neuville    |
| Día 2 (14 de agosto)     | SS16  | Mesen - Middelhoek 2          | 7.99 km   | Thierry Neuville    | Hyundai i20 Coupe WRC | 4:21.2          | Thierry Neuville    |
| Día 3 (15 de agosto)     | SS17  | Stavelot 1                    | 9.05 km   | Kalle Rovanperä     | Toyota Yaris WRC      | 5:06.2          | Thierry Neuville    |
| Día 3 (15 de agosto)     | SS18  | Francorchamps 1               | 11.21 km  | Ott Tänak           | Hyundai i20 Coupe WRC | 6:56.9          | Thierry Neuville    |
| Día 3 (15 de agosto)     | SS19  | Stavelot 2                    | 9.05 km   | Ott Tänak           | Hyundai i20 Coupe WRC | 5:04.0          | Thierry Neuville    |
| Día 3 (15 de agosto)     | SS20  | Francorchamps 2 (Power Stage) | 11.21 km  | Ott Tänak           | Hyundai i20 Coupe WRC | 6:48.3          | Thierry Neuville    |
| Fuente: ewrc-results.com |       |                               |           |                     |                       |                 |                     |

### Power stage
El power stage fue una etapa de 11.21 km al final del rally. Se otorgaron puntos adicionales del Campeonato Mundial a los cinco más rápidos.
| Pos. | Piloto           | Copiloto         | Coche                 | Equipo                  | Tiempo | Puntos |
| ---- | ---------------- | ---------------- | --------------------- | ----------------------- | ------ | ------ |
| 1    | Ott Tänak        | Martin Järveoja  | Hyundai i20 Coupe WRC | Hyundai Shell Mobis WRT | 6:48.3 | 5      |
| 2    | Sébastien Ogier  | Julien Ingrassia | Toyota Yaris WRC      | Toyota Gazoo Racing WRT | +2.0   | 4      |
| 3    | Thierry Neuville | Martijn Wydaeghe | Hyundai i20 Coupe WRC | Hyundai Shell Mobis WRT | +3.6   | 3      |
| 4    | Kalle Rovanperä  | Jonne Halttunen  | Toyota Yaris WRC      | Toyota Gazoo Racing WRT | +4.9   | 2      |
| 5    | Elfyn Evans      | Scott Martin     | Toyota Yaris WRC      | Toyota Gazoo Racing WRT | +6.4   | 1      |

## Clasificación final
| World Rally Championship        | World Rally Championship  | World Rally Championship | World Rally Championship | World Rally Championship         | World Rally Championship | World Rally Championship | World Rally Championship |
| Pos.                            | Piloto                    | Copiloto                 | Automóvil                | Equipo                           | Neumático                | Tiempo                   | Puntos                   |
| ------------------------------- | ------------------------- | ------------------------ | ------------------------ | -------------------------------- | ------------------------ | ------------------------ | ------------------------ |
| 1                               | Thierry Neuville          | Martijn Wydaeghe         | Hyundai i20 Coupe WRC    | Hyundai Shell Mobis WRT          | P                        | 2:30:24.2                | 25                       |
| 2                               | Craig Breen               | Paul Nagle               | Hyundai i20 Coupe WRC    | Hyundai Shell Mobis WRT          | P                        | +30.7                    | 18                       |
| 3                               | Kalle Rovanperä           | Jonne Halttunen          | Toyota Yaris WRC         | Toyota Gazoo Racing WRT          | P                        | +43.1                    | 15                       |
| 4                               | Elfyn Evans               | Scott Martin             | Toyota Yaris WRC         | Toyota Gazoo Racing WRT          | P                        | +49.6                    | 12                       |
| 5                               | Sébastien Ogier           | Julien Ingrassia         | Toyota Yaris WRC         | Toyota Gazoo Racing WRT          | P                        | +55.8                    | 10                       |
| 6                               | Ott Tänak                 | Martin Järveoja          | Hyundai i20 Coupe WRC    | Hyundai Shell Mobis WRT          | P                        | +3:46.5                  | 8                        |
| 7                               | Yohan Rossel              | Alexandre Coria          | Citroën C3 Rally2        | Yohan Rossel                     | P                        | +12:14.9                 | 6                        |
| 8                               | Pieter Jan Michiel Cracco | Jasper Vermeulen         | Škoda Fabia Rally2 Evo   | Pieter Jan Michiel Cracco        | P                        | +13:05.9                 | 4                        |
| 9                               | Fabian Kreim              | Frank Christian          | Volkswagen Polo GTI R5   | Fabian Kreim                     | P                        | +13:13.8                 | 2                        |
| 10                              | Vincent Verschueren       | Filip Cuvelier           | Volkswagen Polo GTI R5   | Vincent Verschueren              | P                        | +13:31.1                 | 1                        |
| World Rally Championship 2      |                           |                          |                          |                                  |                          |                          |                          |
| 1 (19.)                         | Jari Huttunen             | Mikko Lukka              | Hyundai i20 N Rally2     | Hyundai Motorsport N             | P                        | 2:51:32.9                | 25                       |
| 2 (59.)                         | Nikolay Gryazin           | Konstantin Aleksandrov   | Volkswagen Polo GTI R5   | Movisport SRL                    | P                        | +43:59.3                 | 18                       |
| World Rally Championship 3      |                           |                          |                          |                                  |                          |                          |                          |
| 1 (7.)                          | Yohan Rossel              | Alexandre Coria          | Citroën C3 Rally2        | Yohan Rossel                     | P                        | 2:42:39.1                | 25                       |
| 2 (8.)                          | Pieter Jan Michiel Cracco | Jasper Vermeulen         | Škoda Fabia Rally2 Evo   | Pieter Jan Michiel Cracco        | P                        | +51.0                    | 18                       |
| 3 (10.)                         | Vincent Verschueren       | Filip Cuvelier           | Volkswagen Polo GTI R5   | Vincent Verschueren              | P                        | +1:16.2                  | 15                       |
| 4 (11.)                         | Sébastien Bedoret         | François Gilbert         | Škoda Fabia Rally2 Evo   | Sébastien Bedoret                | P                        | +2:31.6                  | 12                       |
| 5 (12.)                         | Josh McErlean             | James Fulton             | Hyundai i20 R5           | Josh McErlean                    | P                        | +2:36.7                  | 10                       |
| Junior World Rally Championship |                           |                          |                          |                                  |                          |                          |                          |
| 1 (20.)                         | Jon Armstrong             | Phil Hall                | Ford Fiesta Rally4       | Codemasters DiRT Rally Team      | P                        | 2:51:55.4                | 25                       |
| 2 (21.)                         | Sami Pajari               | Marko Salminen           | Ford Fiesta Rally4       | Porvoon Autopalvelu              | P                        | +1:00.6                  | 18                       |
| 3 (22.)                         | Robert Virves             | Aleks Lesk               | Ford Fiesta Rally4       | Autosport Team Estonia           | P                        | +1:21.7                  | 15                       |
| 4 (23.)                         | Lauri Joona               | Mikael Korhonen          | Ford Fiesta Rally4       | Team Flying Finn                 | P                        | +1:47.8                  | 12                       |
| 5 (25.)                         | William Creighton         | Liam Regan               | Ford Fiesta Rally4       | Motorsport Ireland Rally Academy | P                        | +3:31.9                  | 10                       |
| Fuente: ewrc-results.com        |                           |                          |                          |                                  |                          |                          |                          |

## Clasificaciones tras el rally
| Posición | Piloto           | Puntos | Cambios de posición |
| -------- | ---------------- | ------ | ------------------- |
| 1        | Sébastien Ogier  | 162    | Sin cambios         |
| 2        | Elfyn Evans      | 124    | Sin cambios         |
| 3        | Thierry Neuville | 124    | Sin cambios         |
| 4        | Kalle Rovanperä  | 99     | Sin cambios         |
| 5        | Ott Tänak        | 87     | Sin cambios         |

| Posición | Equipo                  | Puntos | Cambios de posición |
| -------- | ----------------------- | ------ | ------------------- |
| 1        | Toyota Gazoo Racing WRT | 348    | Sin cambios         |
| 2        | Hyundai Shell Mobis WRT | 307    | Sin cambios         |
| 3        | M-Sport Ford WRT        | 135    | Sin cambios         |
| 4        | Hyundai 2C Competition  | 44     | Sin cambios         |